# Arbetsbänk

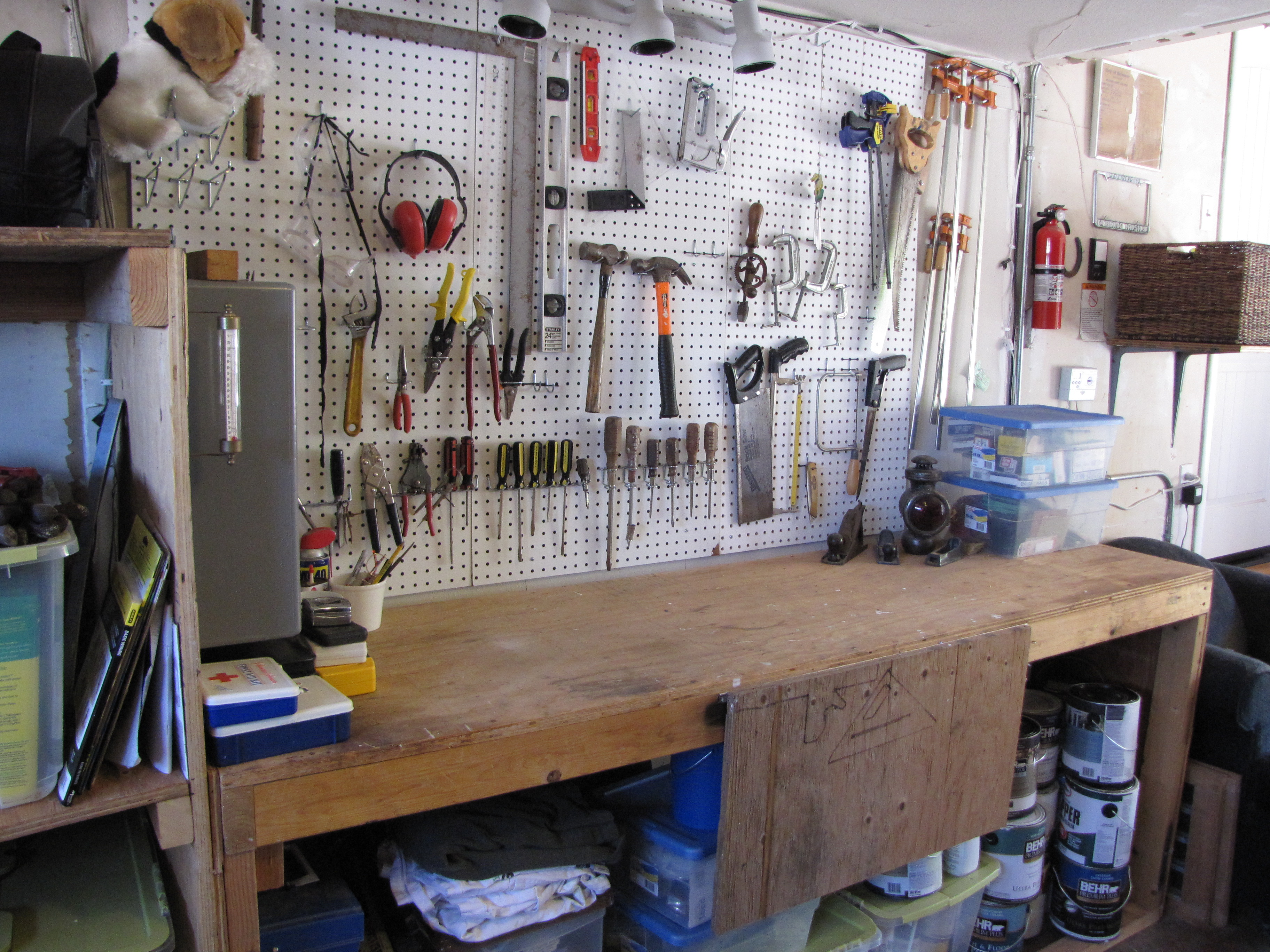
En arbetsbänk i ett garage.

En arbetsbänk är en möbel vars yta är avsedd för arbete, till exempel hantverk, matlagning eller studier. Arbetsbänkar kan vara anpassade för antingen sitt- eller ståhöjd. Några exempel är skolbänk, köksbänk, diskbänk och hyvelbänk.  